# Felix Beijmo
Felix Olof Allan Nelson Beijmo (Stockholm, 1998. január 31. –) svéd utánpótlás-válogatott labdarúgó, a Malmö FF játékosa.

## Pályafutása

### Klubcsapatokban
Az Ängby IF és az IF Brommapojkarna korosztályos csapataiban nevelkedett, utóbbi klubban 2015. március 8-án mutatkozott be az első csapatban a kupában az IF Elfsborg ellen. Április 3-án az Östersunds FK elleni másodosztályú bajnoki mérkőzésen mutatkozott be az első csapatban a svéd profi ligában. 2016. február 27-én megszerezte első gólját az első csapatban a Gefle elleni kupa találkozón. 2017. március 30-án négy éves szerződést kötött az élvonalbeli Djurgårdens csapatával. A 2017-18-as idényben megnyerte csapatával a svéd kupát. 2018. június 12-én aláírt a német Werder Bremen csapatához. 2019 augusztusában kölcsönbe került a Malmö csapatához december 31-ig.

### A válogatottban
Többszörös korosztályos válogatott.

## Sikerei, díjai
- Djurgårdens
  - Svéd kupa: 2017-18

- Malmö FF
  - Svéd bajnok: 2020, 2021